# Liste der Monuments historiques in Plaisir
Die Liste der Monuments historiques in Plaisir führt die Monuments historiques in der französischen Gemeinde Plaisir auf.

## Liste der Bauwerke
| Bezeichnung      | Beschreibung                  | Standort | Kennzeichnung | Schutzstatus | Datum | Bild           |
| ---------------- | ----------------------------- | -------- | ------------- | ------------ | ----- | -------------- |
| Schloss          | Erbaut im 17./18. Jahrhundert | (Lage)   | PA00087565    | Classé       | 1961  | weitere Bilder |
| Kirche St-Pierre | Erbaut ab dem 13. Jahrhundert | (Lage)   | PA00087566    | Inscrit      | 1947  | weitere Bilder |

## Liste der Objekte

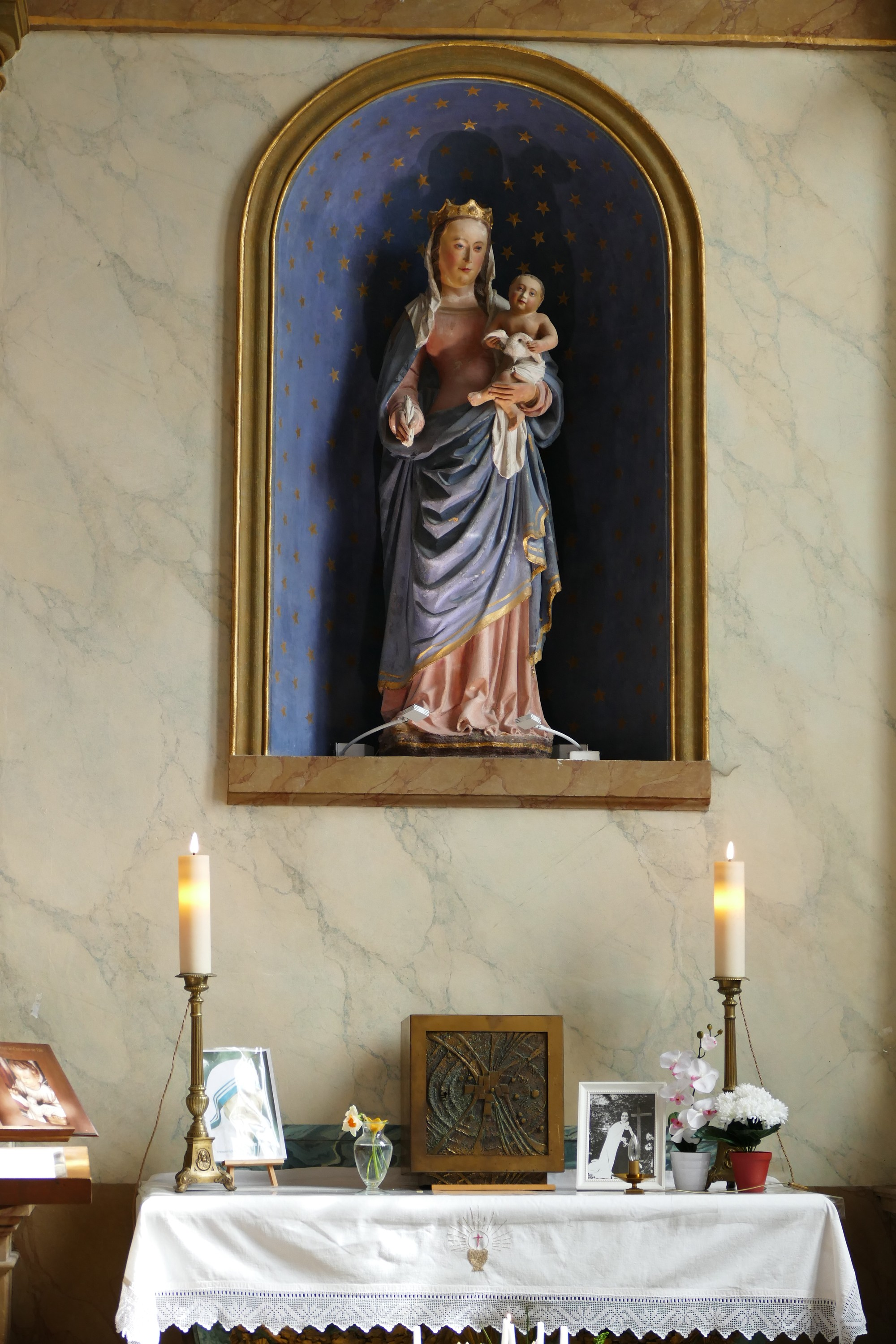
Skulptur Madonna mit Kind in der Kirche St-Pierre

- Monuments historiques (Objekte) in Plaisir in der Base Palissy des französischen Kultusministeriums